# 자미원국
자미원국은 실제 풍수지리에 등장하는 용어로 최고의 명당을 의미한다. 자미원국이란 천상의 성운의 별자리가 땅에 드리워진 형국을 말하는 자미원(紫微垣), 천시원(天市垣), 태미원(太微垣), 소미원(少微垣) 사대원국을 말한다. 특히 자미원국은 풍수의 형세상 황제의 자리라 하여 전 세계를 지배하고 다스리는 황제가 머무는 자리를 말한다. 고려시대의 자미원국은 원나라의 지배를 받고 있는 고려왕실이 그 힘으로 자주국으로 거듭날 수 있을 정도의 힘을 가진 최고의 명당을 찾는 것을 의미하는 말로 풍수에 등장한다.

## 전해지는 이야기
동양의 천문학은 천상의 세계도 인간세계와 비슷하다고 믿는다. 임금과 관리 및 병사, 백성이 사는 세 구획 즉 삼원(三垣)이 있고, 그들은 거대한 담인 원(垣)에 에워싸여 있다고 한다. 북극성을 상제라 생각하고 그 주변을 옥황상제가 사는 궁궐이란 뜻에서 자미원이라 부른다. 상제의 명을 받들고 집행하는 관리가 거처하는 관청을 태미원(太微垣), 명령에 따라 움직이는 병사들이 있는 소미원(小微垣), 백성이 모여 사는 마을을 천시원(天市垣)이라 부른다. 풍수에서 말하는 자미원국은 명당 중에서 북서방 즉 해방(亥方)에 큰 산이 우뚝 선 곳을 가리킨다.
명당에 응집된 기(氣)는 그곳에 묘를 쓰고 고인의 유골이 자연의 기와 감응해야 그 음덕이 동기감응론에 의해 후손에게 전해져 영향을 미친다는 얘기로 공민왕이 고려왕실의 번영을 도모코자 자미원국에 희망을 걸었다면 그것은 그 자신의 물건이 아닌 부모나 조상의 묘지가 되어야 하였다는 것으로 고려왕실의 부흥과 잃어가는 백성의 믿음을 이끌면서 왕실의 정통성을 보장받기 위한 내용으로 전해온다.
예로 고려시대에 씌어진 ≪서운관비기(書雲觀秘記)≫라는 책에 “이씨가 한양에 도읍하리라.”는 비기설이 있었다고 한다. 이러하던 중 한양 삼각산 아래 이곳에 오얏나무가 무성하다는 말을 듣고 이씨(李氏)가 흥할 징조라 여겨 오얏나무를 베는 벌리사(伐李使)를 보냈다고 하는데, 이로부터 이곳을 벌리(伐李)라고 칭하다가 번리(樊里)가 되었는데 현재는 서울특별시 강북구 번동으로 바뀌었다. 조선 이전에도 풍수가 성행되었다는 얘기이다.

## 같이 보기
- 풍수
- 도선

## 참고 문헌
- 이 문서에는 다음커뮤니케이션(현 카카오)에서 GFDL 또는 CC-SA 라이선스로 배포한 글로벌 세계대백과사전의 "호족의 문화" 항목을 기초로 작성된 글이 포함되어 있습니다.